# Mulot alpestre
Apodemus alpicola
Espèce
Synonymes
- Apodemus flavicollis alpinus
 Heinrich, 1951
- Apodemus flavicollis alpicola
 Heinrich, 1952

Statut de conservation UICN

 LC  : Préoccupation mineure
Le Mulot alpestre (Apodemus alpicola) est un rongeur de la famille des Muridae.
Il était considéré jusqu'à récemment comme une sous-espèce du Mulot à collier. De récentes études génétiques et morphologiques ont confirmé le caractère distinct de cette espèce et donc l'élévation au rang d'espèces distincte. La différenciation des deux espèces a eu lieu au cours du Pléistocène.

## Distribution
Cette espèce se rencontre dans les Alpes en Allemagne, en Autriche, en France, en Italie et en Suisse.
Le Mulot alpestre a été observé à des altitudes allant de 500 à 2100 mètres (Storch 1999, Spitzenberger 2002). On le trouve dans les zones boisées de montagne, notamment dans des endroits rocheux comportant des taches d'herbes.